# Porphyrinia pallida
Porphyrinia pallida är en fjärilsart som beskrevs av Tutt 1892. Porphyrinia pallida ingår i släktet Porphyrinia och familjen nattflyn. Inga underarter finns listade i Catalogue of Life.

## Bildgalleri

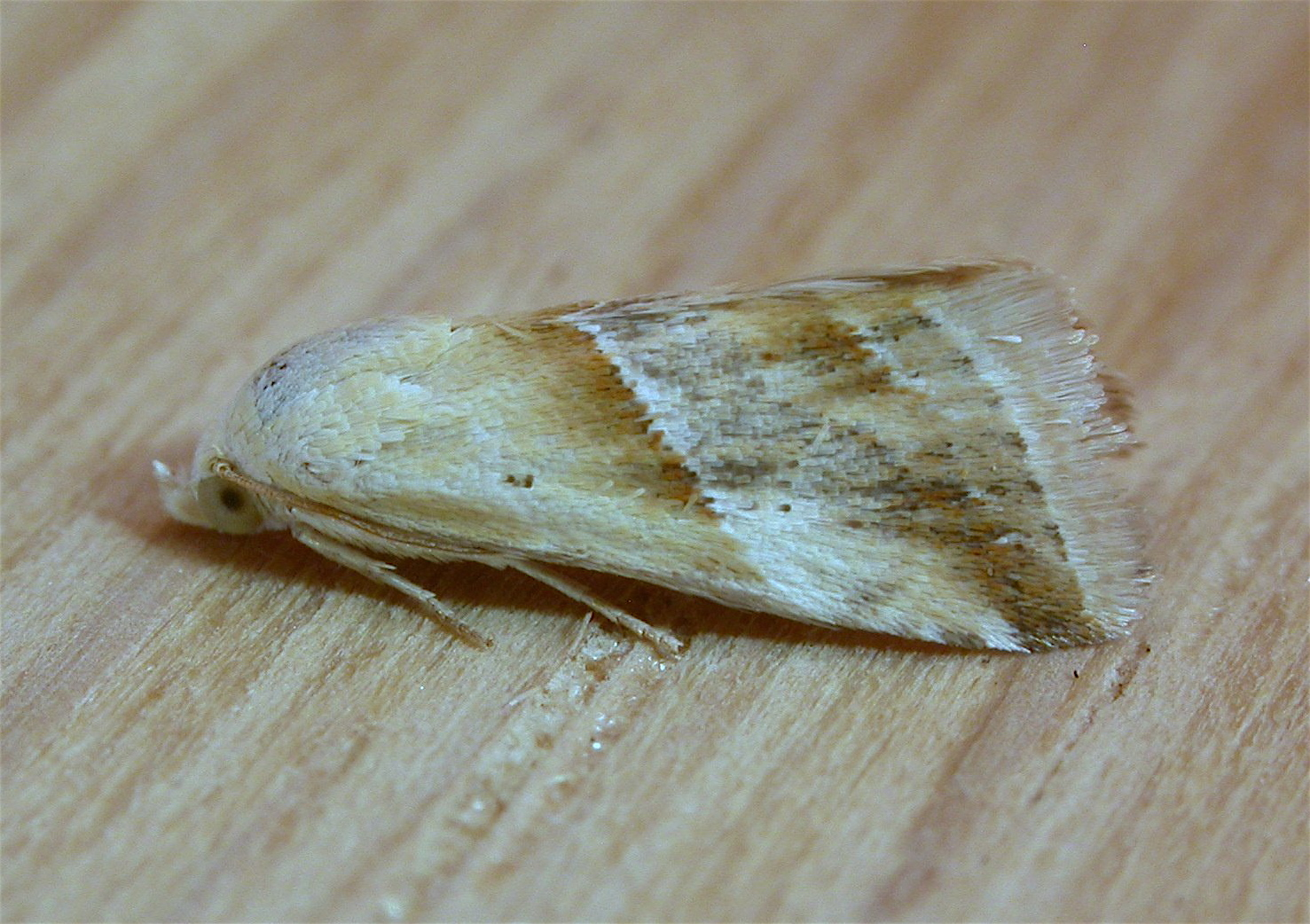